# Cinq rechants

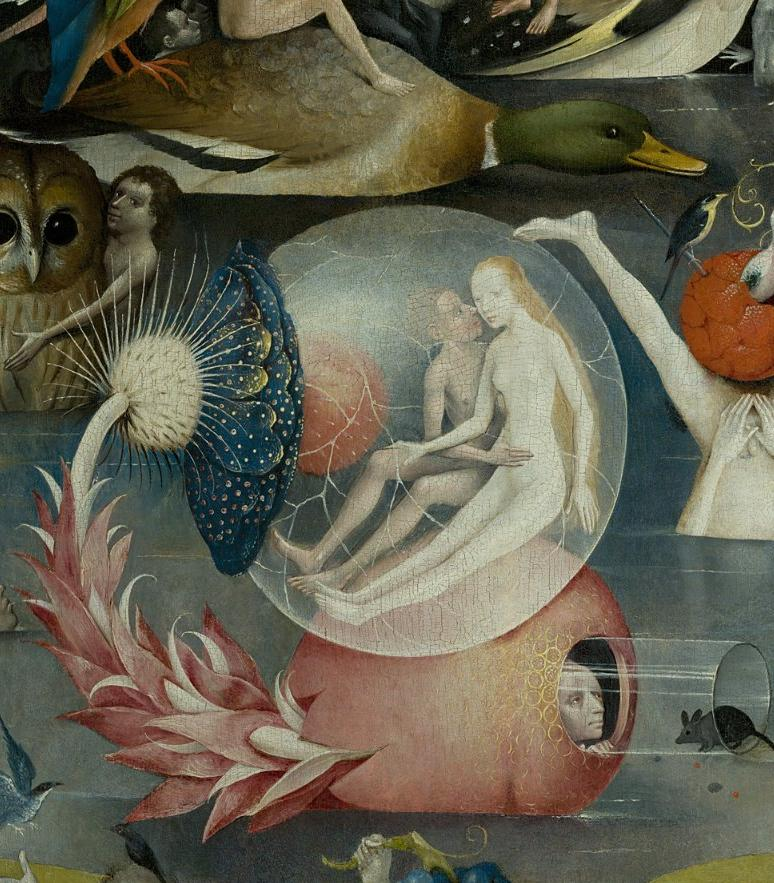
Détail du Jardin des délices de Bosch (env. 1500)

Cinq rechants pour 12 voix mixtes a cappella est une œuvre d'Olivier Messiaen composée en 1948, sur un poème du compositeur.

## Effectif du chœur
- Chœur mixte : 3 soprani, 3 contralti, 3 ténors, 3 basses

## Création
L'œuvre a été donnée en première audition publique le 15 juin 1950 à Paris, à l’amphithéâtre Richelieu à la Sorbonne.
L'ensemble vocal Marcel Couraud était dirigé par Marcel Couraud.

## Titres des parties
- 1. « Hayo kapritama la li la li la li la ssaréno »
- 2. « Ma première fois terre terre l'éventail déployé »
- 3. « Ma robe d'amour mon amour ma prison d'amour »
- 4. « Niokhamâ palalan(e)sou-kî mon bouquet tout défait rayonne »
- 5. « Mayoma kalimolimo mayoma kalimolimo »

## Analyse
Dernière partie de la « Trilogie de Tristan » après Harawi et la Turangalîla-Symphonie. Le titre de cette œuvre fait référence au Printemps de Claude Le Jeune, « chef-d'œuvre d'écriture chorale et chef-d'œuvre de rythme » selon Messiaen. Comme dans cette œuvre, couplets (chants) et refrains (rechants) alternent. La mélodie prend sa source dans le harawi ou yaravi, chant d'amour folklorique du Pérou, et dans l'alba, chant d'aube du Moyen Âge. Messiaen s'est inspiré des alba des troubadours Jaufré Rudel et Folquet de Marseille. Les personnages de Brangäne au 2e acte de Tristan und Isolde de Wagner et de Mélisande du Pelléas et Mélisande de Debussy l'ont également inspiré. Les rythmes de ces Cinq Rechants sont empruntés pour partie aux Decî-Tâlas, rythmes provinciaux de l'Inde. Le premier couplet du premier rechant « Hayo kapritama la li la li la li la ssaréno » superpose le tâla Miçra varna au tâla Simhavikrama. Le poème écrit par Messiaen est « moitié français surréaliste, moitié langue inventée » selon l'auteur. La partie surréaliste fait référence aux symboles de l'amour  et des magiciens et magiciennes que sont Tristan et Iseult, Ariane, Orphée, Merlin et Viviane. La langue inventée procède de syllabes choisies par l'auteur, qui mettent en valeur les rythmes musicaux selon leur douceur ou leur dureté.

## Durée
De 18 à 21 minutes environ

## Discographie
Solistes des chœurs de l'ORTF, chef de chant : Colette Brullebaut, direction : Marcel Couraud.
- Disque Erato 2292-45505-2/VIII ECD 71597, enreg. Studio 103, ORTF, Paris, avril 1968 (+ Quatuor pour la fin du Temps, Paris, 1963)